# Майдан (Калькутта)
Майдан (букв. открытое поле) — большой городской парк в Калькутте в индийском штате Западная Бенгалия. На его обширной территории расположено множество игровых площадок, включая знаменитую площадку для крикета Сады Эдема, несколько футбольных стадионов и Калькуттский ипподром. В Майдане также расположены несколько статуй и архитектурных объектов, наиболее значительным из которых является Мемориал Виктории. Также здесь находится старейший гольф-клуб за пределами Великобритании — Королевский калькуттский гольф-клуб. Майдан является собственностью индийской армии и управляется Форт-Уильямом.

## История
В 1758, через год после решающей победы в битве при Плесси, Британская Ост-Индская компания начала строительство нового форта в центре деревни Гобиндапур. Жители деревни получили компенсации и были обеспечены землёй в Талтале, Кумартули и Шовабазаре. Форт был окончен в 1773 году. Джунгли, которые отрезали деревню Човринги от реки, были расчищены и уступили место широкой травянистой полосе Майдана, которой так гордится Калькутта.